# DeSoto Powermaster
De DeSoto Powermaster was een auto van het merk DeSoto in de Verenigde Staten. Het model werd verkocht in 1953 en 1954. De Powermaster werd geïntroduceerd bij het 25-jarige bestaan van het merk en verving toen de DeSoto Custom en de - Deluxe. De Powermaster werd voor modeljaar 1955 vervangen door de Fireflite vanaf welke al DeSoto's modellen een V8-motor meekregen.
De Powermaster werd gebouwd op een verlengde wielbasis van 3,5 meter en bood acht zitplaatsen door gebruik te maken van klapstoelen. Van het model werden twee- en vierdeursedans en een stationwagen gebouwd. Onder de motorkap was een 4,1 liter zes-in-lijnmotor van moederconcern Chrysler te vinden.
De Powermaster kreeg een eendelige gebogen voorruit waar zijn voorgangers nog een tweedelige voorruit hadden. Verder waren verwarming voor de passagiers, een elektrische klok, stuurbekrachtiging, rembekrachtiging en banden met een witte rand optioneel verkrijgbaar.
Vroege Powermasters kregen een minimum aan chroomdecoratie vanwege materiaaltekorten door de Koreaanse Oorlog. Toen die voorbij was werd meer chroomafwerking toegevoegd. De DeSoto Powermaster werd ook in Canada gebouwd als 4-deurs sedan en 2-deurs coupé. Die laatste was in de VS niet te koop. De Canadese Powermaster werd ook aangedreven door Chryslers 4,3 liter 6-in-lijn.